# Cascade Llanos del Cortes
Pour les articles homonymes, voir Llanos (homonymie).
La cascade Llanos del Cortès se trouve au sud de la Pan-américaine à 4 kilomètres de Bagaces.